# 허난 대학
허난 대학(河南大學)은 중화인민공화국의 공립 대학교이다.

## 연혁
1912년 카이펑에서 개교되었으며 현재에 이르고 있다. 정저우에도 이 학교의 분교가 있다.

## 역대 역임 교수
심리학과 박인조 교수 (https://scholar.google.com/citations?user=8C_MwTcAAAAJ&hl=ko)